# Агонія та екстаз (роман)
«Агонія та екстаз» (англ. The Agony and the Ecstasy) — біографічний роман про Мікеланджело Буонарроті американського письменника Ірвінга Стоуна, виданий 17 березня 1961 року. Стоун роками жив в Італії, відвідуючи багато місць у Римі та Флоренції, працював на мармурових каменоломнях і став підмайстром скульптора по мармуру. Італійський уряд відзначив Стоуна кількома почесними нагородами за його культурні досягнення, що висвітлюють історію Італії.
Частина роману 1961 року була адаптована до фільму «Агонія та екстаз» (1965) з Чарлтоном Гестоном у ролі Мікеланджело та Рексом Гаррісоном у ролі Папи Юлія II.
Стоун написав дюжину біографічних романів, але найбільш відомими стали «Агонія та екстаз» і «Жага до життя» (1934, про Ван Гога), значною мірою тому, що обидва мали великі голлівудські екранізації.

## Сюжет

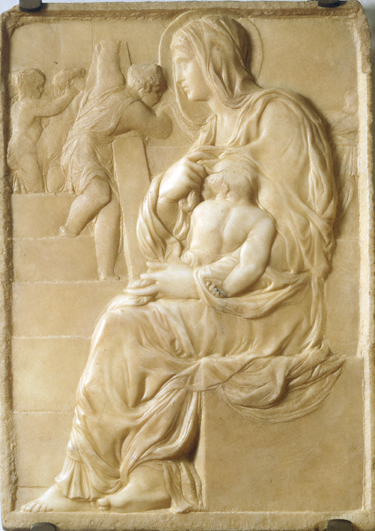
Барельєф «Мадонна біля сходів»

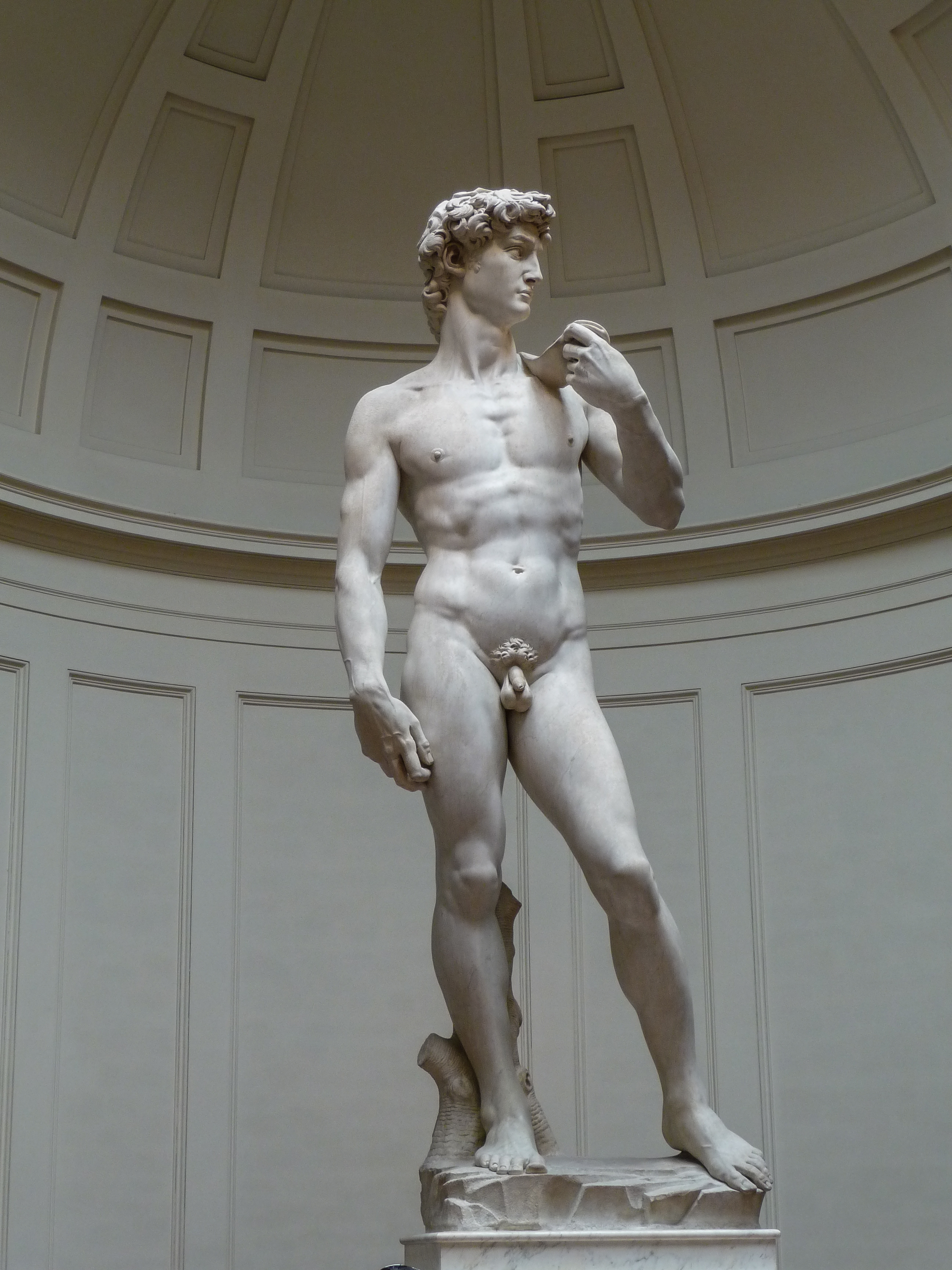
«Давид»

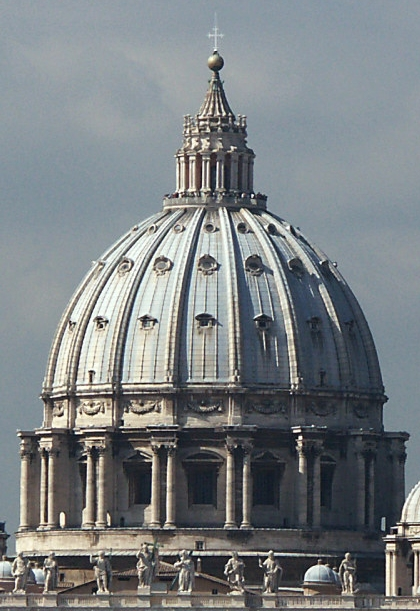
Купол собору Святого Петра (Рим)

Біографічний роман охоплює життя Мікеланджело від підліткового віку до самої смерті. Основним джерелом для роману є листування Мікеланджело, усі 495 листів перекладені з італійської Чарльзом Спероні, та опубліковані Стоуном у 1962 році як «Я, Мікеланджело, скульптор» (англ. I, Michelangelo, Sculptor). Стоун також співпрацював із канадським скульптором Стенлі Льюїсом, який досліджував техніку та інструменти різьблення Мікеланджело. Книга кладається із 11 частин.
У частині першій, «Майстерня», розповідається про його перші кроки у малюванні як учня Доменіко Гірландайо. Там наводиться розповідь Гірландайо про відмінність між «грубістю та силою», яку він розказав Мікеланджело, побачивши ескізи Христа, якого хлопець намалював із каменяра-моделі: Донателло показав Брунеллескі своє щойно вирізьблене розп'яття. Брунеллескі зауважив, що Донателло «почепив на хрест орача, а не тіло Ісуса Христа, всі члени якого були делікатні». Донателло, засмучений критикою свого друга, кинув виклик Брунеллескі самому створити фігуру Христа. Коли Брунеллескі представив своє власне, щойно закінчене розп'яття, "Донателло, який не міг відвести очей від прекрасного Христа, відповів: «Так, це твоя робота — створювати Христів, моя ж — робити орачів». Мікеланджело, знайомий з обома фігурами, відказав Гірландайо, що він «віддає перевагу орачу Донателло, а не неземному Христу Брунеллескі, який був настільки тендітним, що здавалося, що його створили для того, щоб розіпнути. Для фігури Донателло ж розп'яття стало жахливою несподіванкою…». Гірландайо саме тоді працював над ескізами до «Хрещення Христа», однієї зі сцен у фресці для хорів Торнабуоні. Хоча Гірландайо більше ніколи не згадував їхню розмову про фігуру Христа, Мікеланджело побачив свій вибір Христа в закінченій фігурі Гірландайо:
|  | Ноги зігнуті під кутом, дещо криві; груди, плечі й руки — людини, яка носила колоди й будувала будинки; з округлим, випнутим животом, який не цурався їжі: за своєю силою та природністю [він] значно перевершував будь-яку з фігур, які Гірландайо досі намалював для хорів Торнабуоні Оригінальний текст (англ.) The legs twisted in an angular position, a little knock-kneed; the chest, shoulders and arms those of a man who had carried logs and built houses; with a rounded, protruding stomach that had absorbed its quantity of food: in its power and reality far outdistancing any of the still-life set figures that Ghirlandaio had as yet painted for the Tornabuoni Choir |

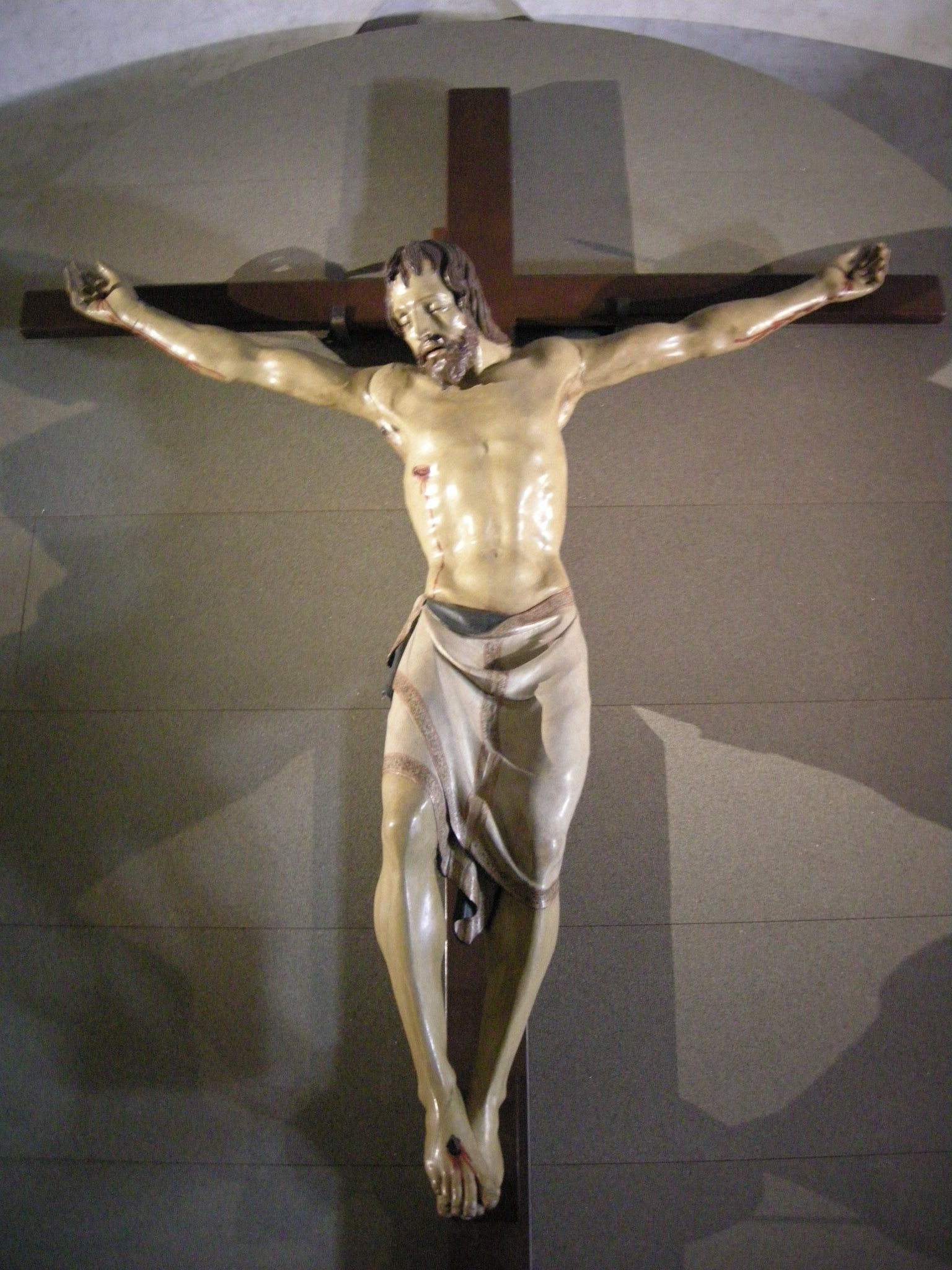
Дерев'яне розп'яття в Санта-Кроче роботи Донателло (1406—1408)
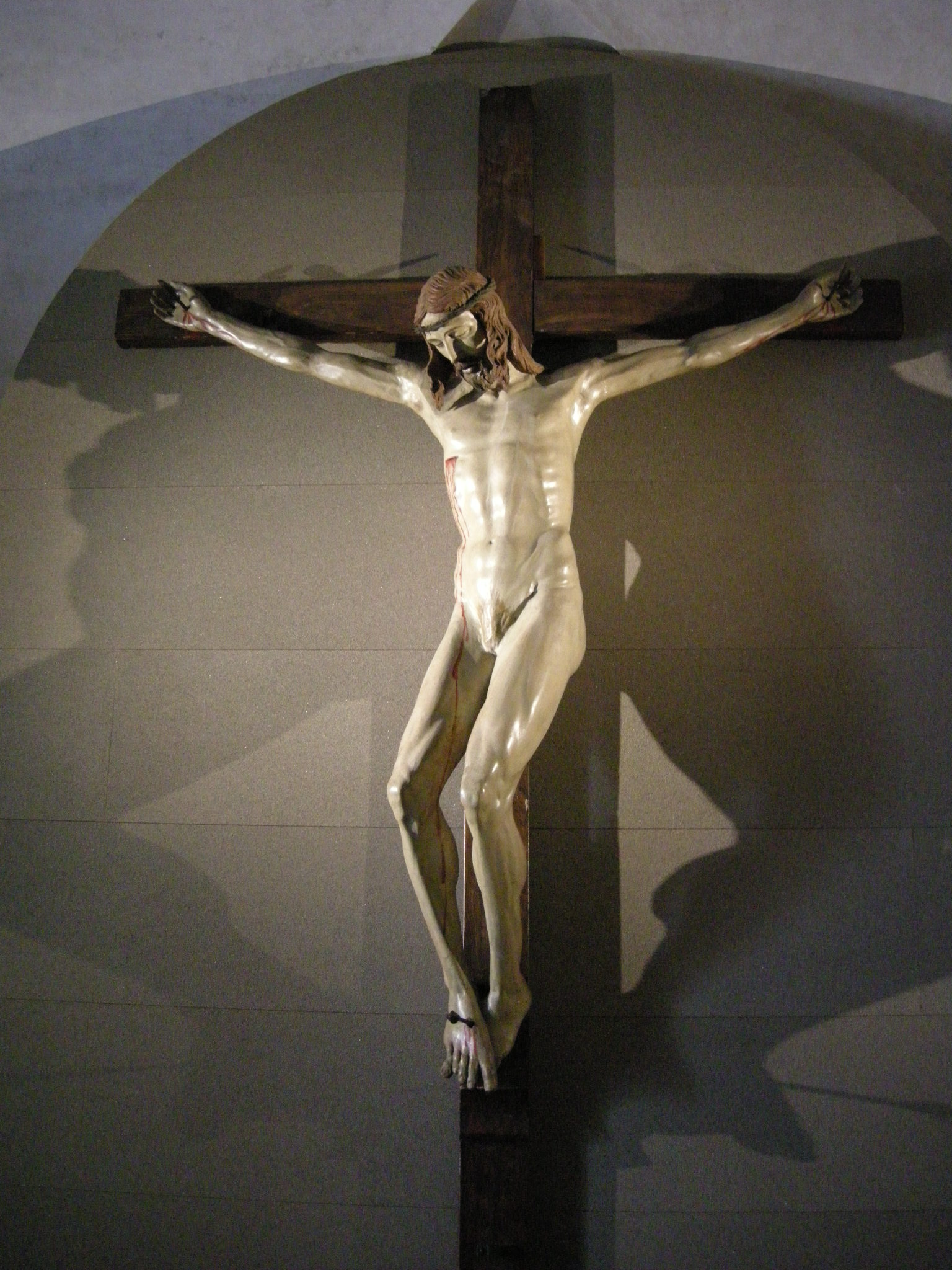
Дерев'яне розп'яття в Санта-Марія-Новелла роботи Брунеллескі (1410—1415)
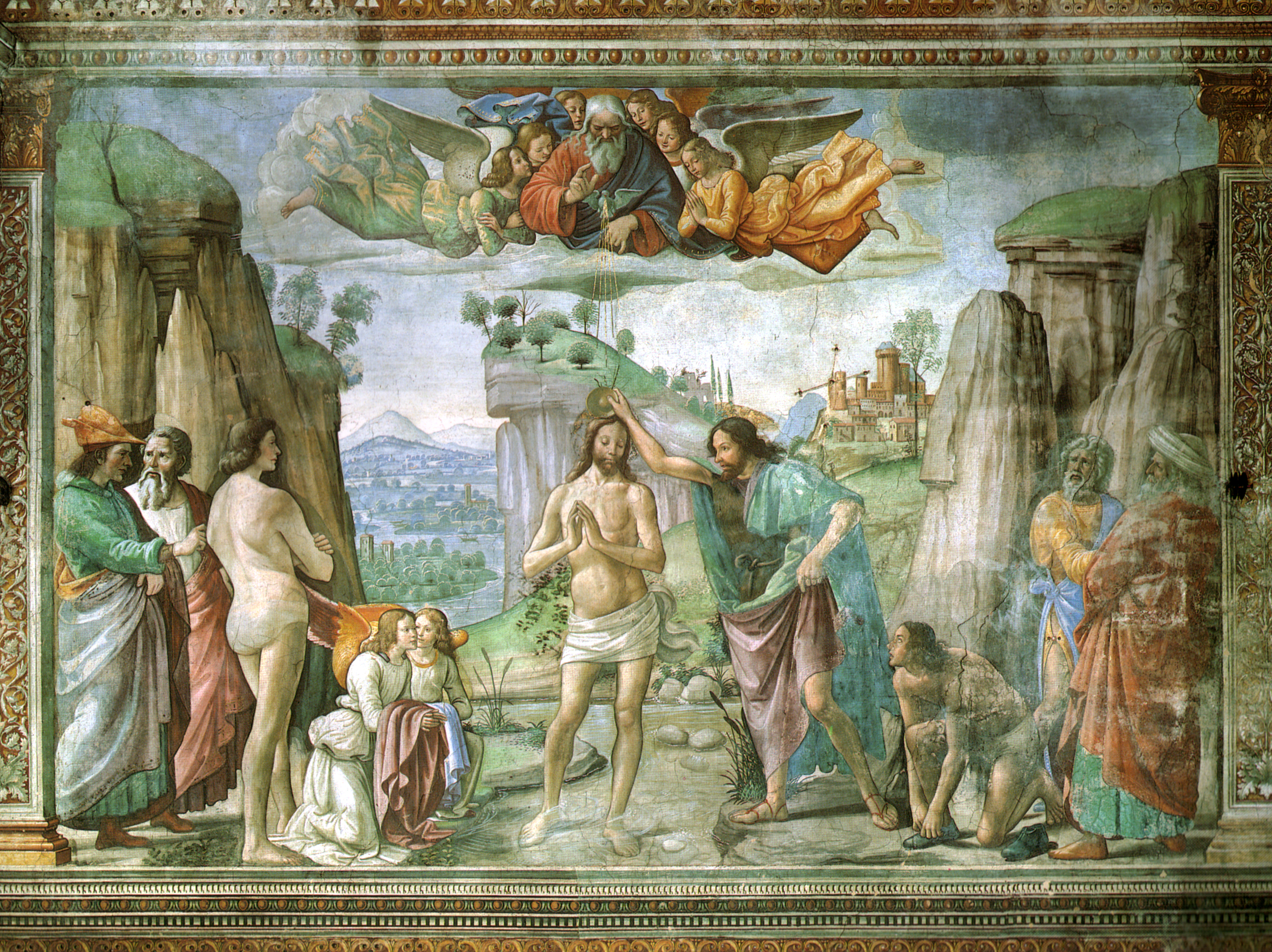
«Хрещення Христа», каплиця Торнабуоні

До Мікеланджело прийшло остаточне розуміння, що насправді його цікавить скульптура. Саме друг Граначчі відводить його до садів Медічі, де знайомить із скульптором Бертольдо. У другій частині, яка так і називається «У садах Медічі», описується навчання Мікеланджело скульптурі, зокрема, про його першу роботу «Голова фавна». У третій частині, «Палац», розповідається про його життя із родиною Медічі у їхньому палаці, а також його перші твори «Мадонна біля сходів» та «Битва кентаврів». Частина завершується заворушеннями Савонароли та смертю Лоренцо Медічі, Мікеланджело повертається додому. У четвертій частині «Втеча» Мікеланджело отримує дозвіл на анатомічні навчання у церкві Санто-Спіріто, для якої він різьбить дерев'яне «Розп'яття», починає працювати на П'єро ді Лоренцо Медічі, родину Медічі виганяють із Флоренції, і Мікеланджело тікає до Болоньї. Там він працював над статуями до гробниці Святого Домініка, а пізніше, повернувся до Флоренції, де створив статую «Іван Хреститель». Дія наступної частини, «Рим», відбувається у «Вічному місті», куди його запросив кардинал Рафаель Ріаріо, якому дістався «Амур, що спить» роботи Мікеланджело, виданий за античну статую. Там Мікеланджело працював над статуями «Вакх» та «П'єта». У шостій частині, «Гигант», йдеться про повернення скульптора до Флоренції, щоб створити свій найвідоміший твір — статую «Давид». Це також період його відвертого суперництва із Леонардо да Вінчі. Він отримує замовлення від папи Юлія II (Джуліано делла Ровере), і у частині сьомій, «Папа», розповідається про складні взаємини Юлія II і скульптора, про роботу Мікеланджело над фресками стелі Сікстинської капели. Після смерті Юлія II папою став Джованні де Медічі, і у частині восьмій, «Медічі», якраз розказується про замовлення для Мікеланджело уже у рідній Флоренції: капела Медічі, бібліотека Лауренціана тощо. Складні стосунки із спадкоємцями Юлія II, які хотіли завершеної гробниці. У дев'ятій частині, «Війна», розказується про Мікеланджело як військового інженера. У цій же частині помирає його батько, і Мікеланджело стає головою сім'ї. У десятій частині, «Любов», розповідається про його повернення до «Вічного міста», про взаємини із Томмазо Кавальєрі, Вітторією Колонна тощо. Остання, одинадцята частина, «Купол», присвячена його останнім рокам життя, роботою над куполом собору Святого Петра.

## Огляди
Американський журнал книжкових оглядів «Kirkus Reviews» писав 19 березня 1961 року: «Це найкращий роман Стоуна і щойно оголошений вибір квітневою „книжкою місяця“ дасть йому додатковий імпульс. Навіть без цього тематика — Мікеланджело та період розквіту, який дав йому життя — і доведена здатність Стоуна передати хвилювання та пристрасть генія (як у „Жазі до життя“) гарантували б величезну та нетерпеливу аудиторію. Це величезна книга за обсягом, історичним фоном, глибоким сприйняттям і характеристикою (…) Ірвінг Стоун пише з інтимного особистого знайомства з мармуровими каменоломнями, майстернями скульпторів — і можна знайти майже виснажливе ототожнення з титанічною творчістю Мікеланджело. Це надзвичайно довгий роман, але цілком вартий [прочитання]».

## У масовій культурі
- Книга згадується у п'єсі Джона Ґуаре «Шість ступенів розлуки» 1990 року як книга, яку Павло, головний герой, нещодавно завершив читати.
- У серії «Рейс 1» другого сезону телесеріалу «Божевільні» (2008) мати Пеґі Олсон каже своїм дочкам: «Мені потрібно повернутися до „Агонії та екстазу“; це вже тягнеться вічність».
- У автобіографічній пригодницькій книзі «Мінус 148°» автор Арт Девідсон (англ. Art Davidson) згадував, що читав «Агонію та екстаз», перечікуючи хуртовину під час першого зимового сходження на Деналі.

## Виноски
1. ↑  Books Today. The New York Times: 29. 17 березня 1961.
2. ↑  Bantey, Bill. Montreal Artist Restores 10 Commandments to Stone. The Gazette. Montreal. Архів оригіналу за 7 травня 2022. Процитовано 7 травня 2022.
3. ↑  THE AGONY AND THE ECSTASY (англ.) . Kirkus Reviews. 19.03.1961. his is Stone's finest novel and the just announced selection as April B-O-M, will give it added impetus. Even without that, the subject matter- Michelangelo and the burgeoning period which gave him life- and Stone's proven ability to convey the excitement and passion of genius (as in Lust for Life) would guarantee an immense and eager audience. It's an enormous book, in scope, in historical background, in depth perception and characterization (…) Irving Stone writes out of intimate personal acquaintance with the marble quarries, the studios of sculptors -- and one finds almost exhausting identification with Michelangelo's tortuous performance. It's an immensely long novel -- but fully rewarding on every count